# Vishvanatha-Tempel
Der dem Hindu-Gott Shiva geweihte Vishvanatha-Tempel (manchmal auch Viswanath-Tempel) gehört – neben dem Lakshmana-Tempel und dem Kandariya-Mahadeva-Tempel – zu den drei großen Tempelbauten der Chandella-Dynastie im von der UNESCO als Weltkulturerbe anerkannten Tempelbezirk von Khajuraho.

Vishvanatha-Tempel mit Nandi-Schrein (rechts) und Parvati-Schrein (links)

## Geschichte
Gegen Ende der Regierungszeit des Königs Dhanga (reg. ca. 950–1002) in Auftrag gegeben, wurde der Tempel um das Jahr 1000 oder 1002 n. Chr. vollendet; eine entsprechende steinerne Weiheinschrift ist heute im Innern der Eingangsvorhalle (mukhamandapa) angebracht.

## Architektur

### Vishvanatha-Tempel

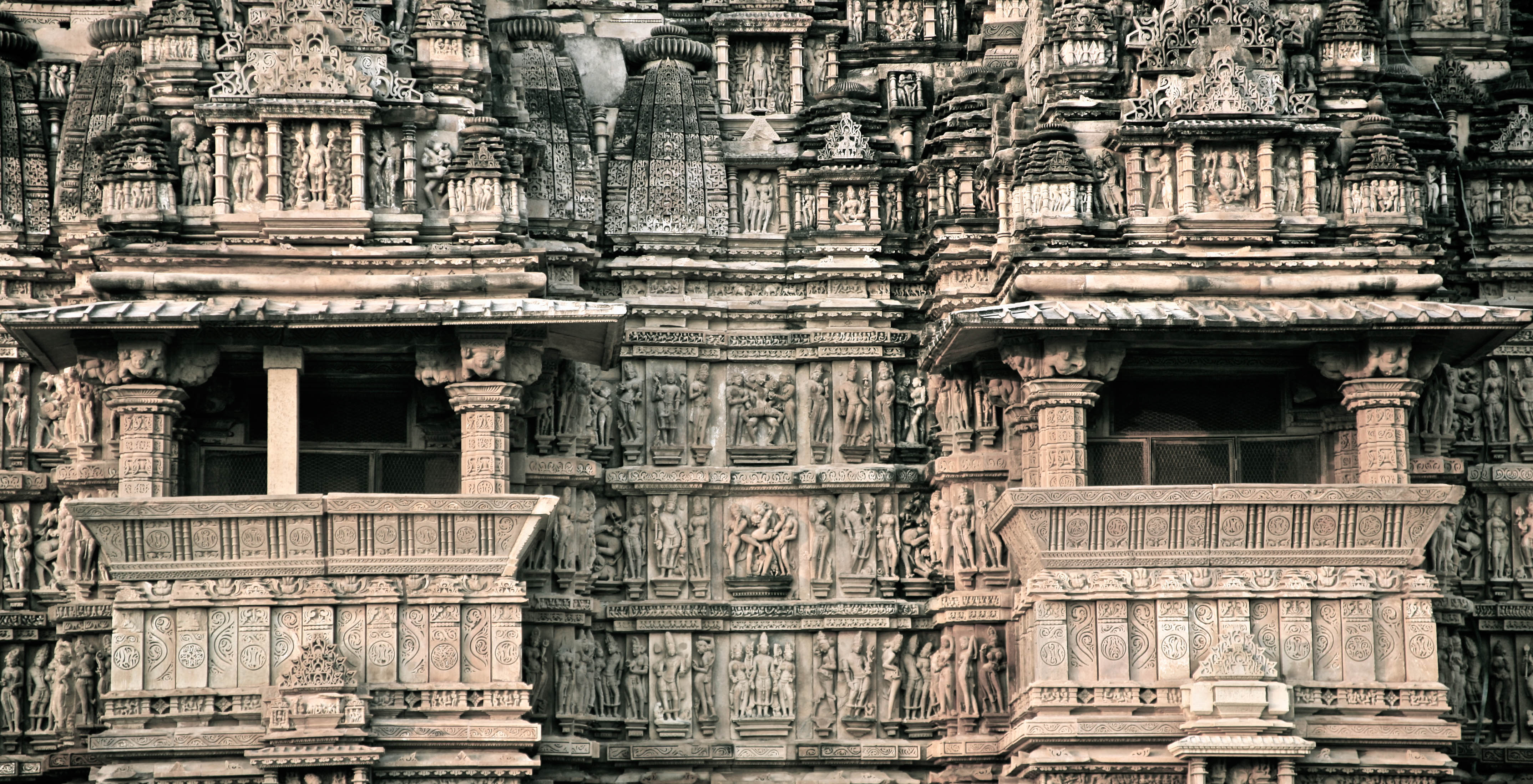
Ausschnitt der Südfassade des Tempels

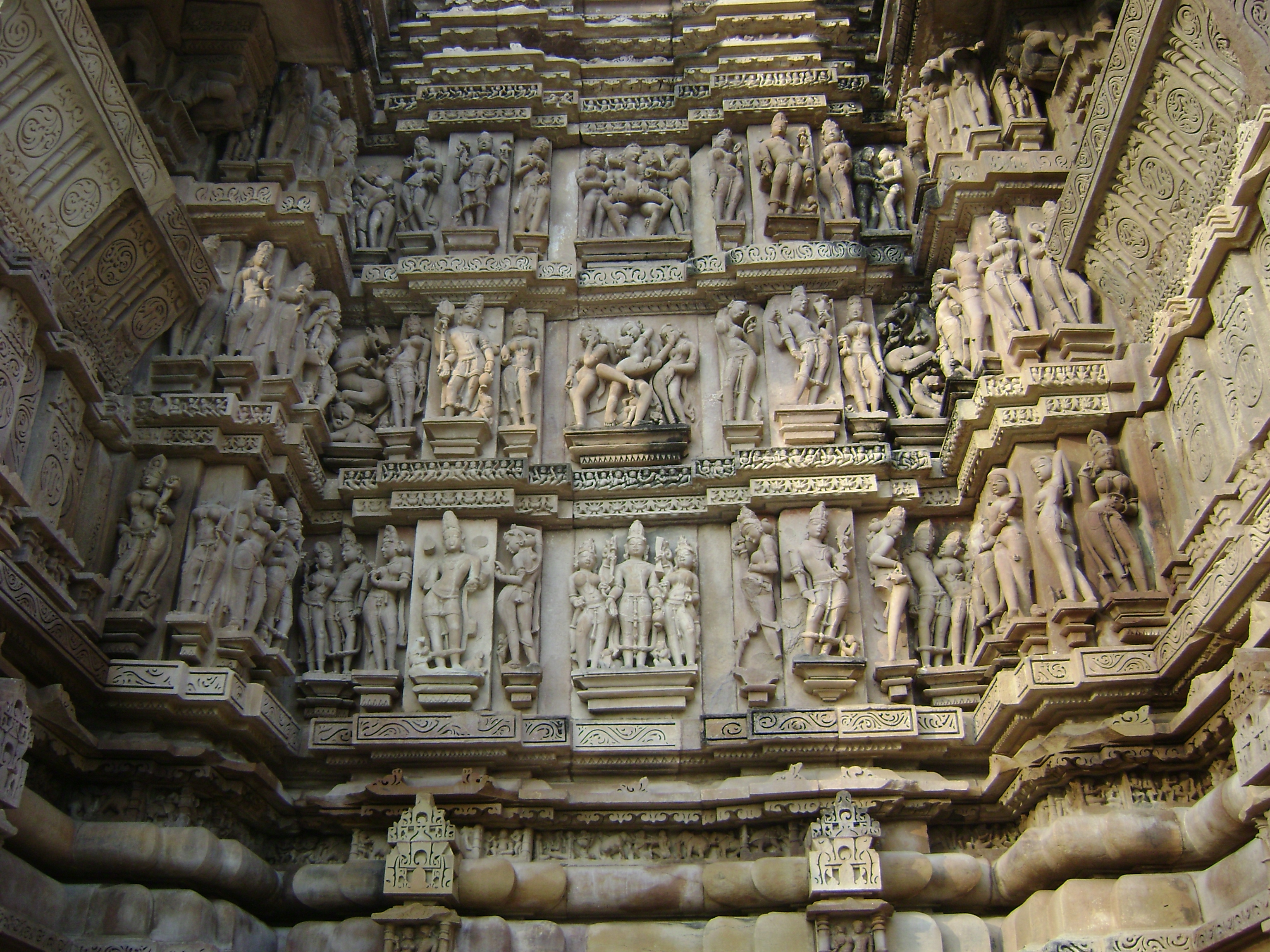
Skulpturen am Vishvanatha-Tempel

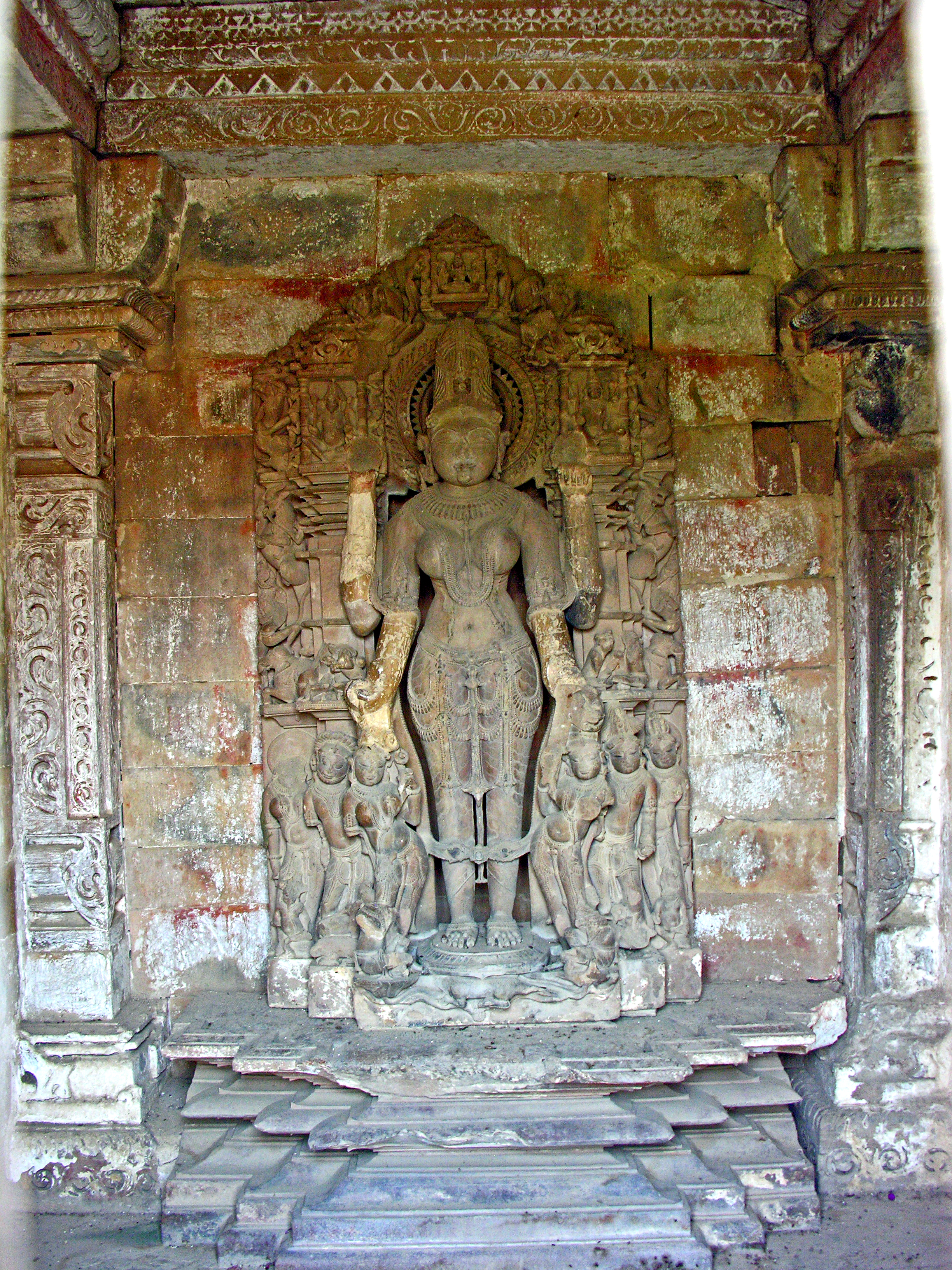
Göttin Parvati im ihr gewidmeten Nebenschein

Der in seinem Grundriss nahezu spiegelsymmetrisch angelegte Vishvanatha-Tempel bildet mit dem davor auf derselben etwa 2 m hohen Plattform (jagati) liegenden Nandi-Tempel und ehemals vier kleineren Begleitschreinen einen eigenen Tempelkomplex nach dem Idealbild der panchayatana-Tempel Nordindiens. Der nochmals erhöht liegende Haupttempel besteht aus mehreren hintereinandergestaffelten, aber durch Stufen voneinander abgegrenzten Bauteilen: mukhamandapa, mandapa, mahamandapa, antarala und dem eigentlichen Kultraum, der licht- und schmucklosen Cella garbhagriha mit einem runden, von einer quadratisch geformten yoni umgebenen lingam-Stein. Die Abfolge bzw. Hierarchie der Bauteile lässt sich im Äußeren an der Höhe der jeweiligen Dachaufsätze (shikharas) unterscheiden: Diese sind entweder stufenförmig angelegt (vimana) oder haben eine leicht konvexe Krümmung; allesamt enden sie jeweils in einem amalaka-Ringstein mit einem – teilweise verschwundenen – Krug- oder Vasenaufsatz (kalasha). Typisch für die im 10. und 11. Jahrhundert errichteten Tempelbauten Nordindiens sind die nach außen geöffneten Sitzbalkone (jharokhas) der Vorhallen, die sich im Umgangsbereich der Cella fortsetzen. Alle Bauteile sind innen wie außen und sowohl vertikal wie horizontal reich gegliedert und mit Figuren oder abstrakt-vegetabilischen Formen verkleidet.

### Nebentempel
Der von einem abgestuften Pyramidendach bedeckte Nandi-Schrein beherbergt eine liegende Figur eines Bullen, des Reittiers (vahana) Shivas. Im mehrfach restaurierten und von einem kleinen Shikhara-Turmdach bekrönten Parvati-Schrein steht eine lebensgroße, außergewöhnlich schöne weibliche Figur, die mit hoher Wahrscheinlichkeit Shivas Gemahlin Parvati darstellt. Ein weiterer Schrein zwischen Haupttempel und Nandi-Schrein ist eine Neuschöpfung unter Verwendung einiger alter Steine. Von zwei weiteren Eckschreinen fehlt jede Spur.

## Skulptur
Wie die anderen Großtempel Khajurahos ist auch der Vishvanatha-Tempel überreich mit nahezu vollplastisch aus dem Stein gehauenen Figuren geschmückt. Diese stellen manchmal Götter dar, häufiger jedoch gleich große 'Schöne Mädchen' (surasundaris) in verführerisch gedrehten Posen oder 'Himmliche Liebespaare' (mithunas) in mehr oder weniger erotischen Stellungen und mit männlichen und weiblichen Assistenzfiguren. An der Basis der Figurenwände befindet sich ein schmaler Musikantenfries.

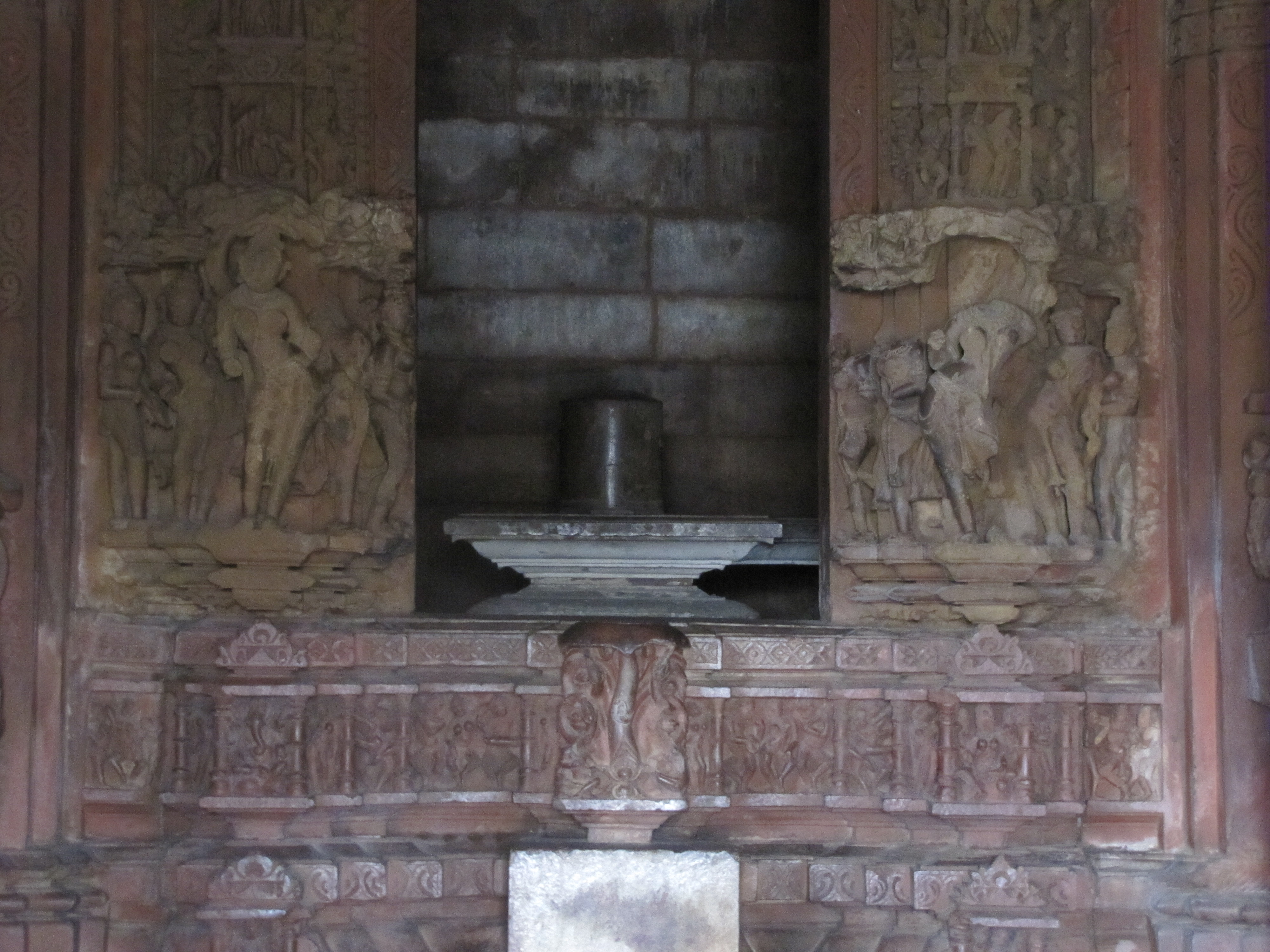
Figurengeschmücktes Portal der licht- und schmucklosen Cella (garbhagriha)
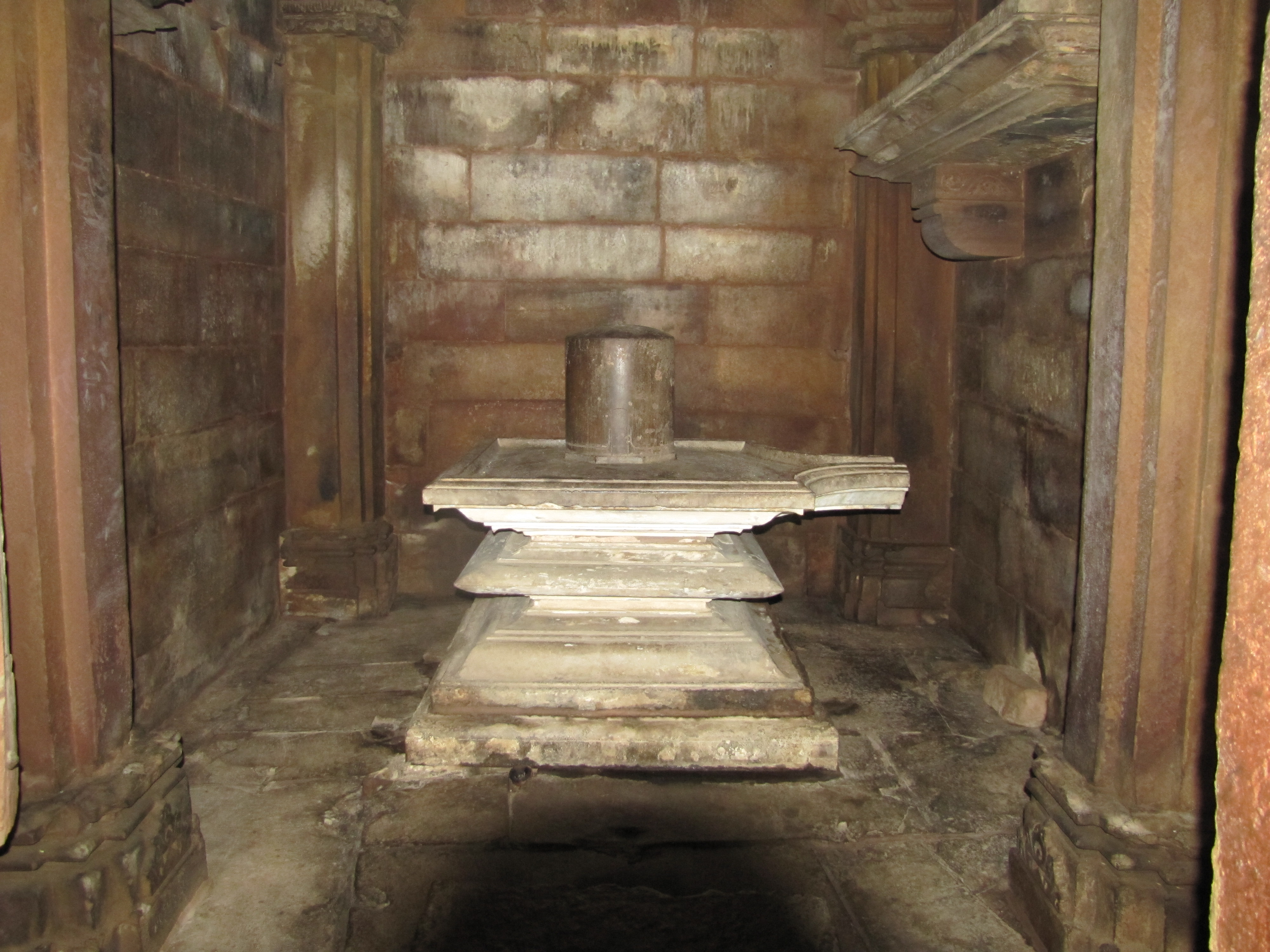
Shiva-Lingam und Yoni auf einem gegliederten Sockel
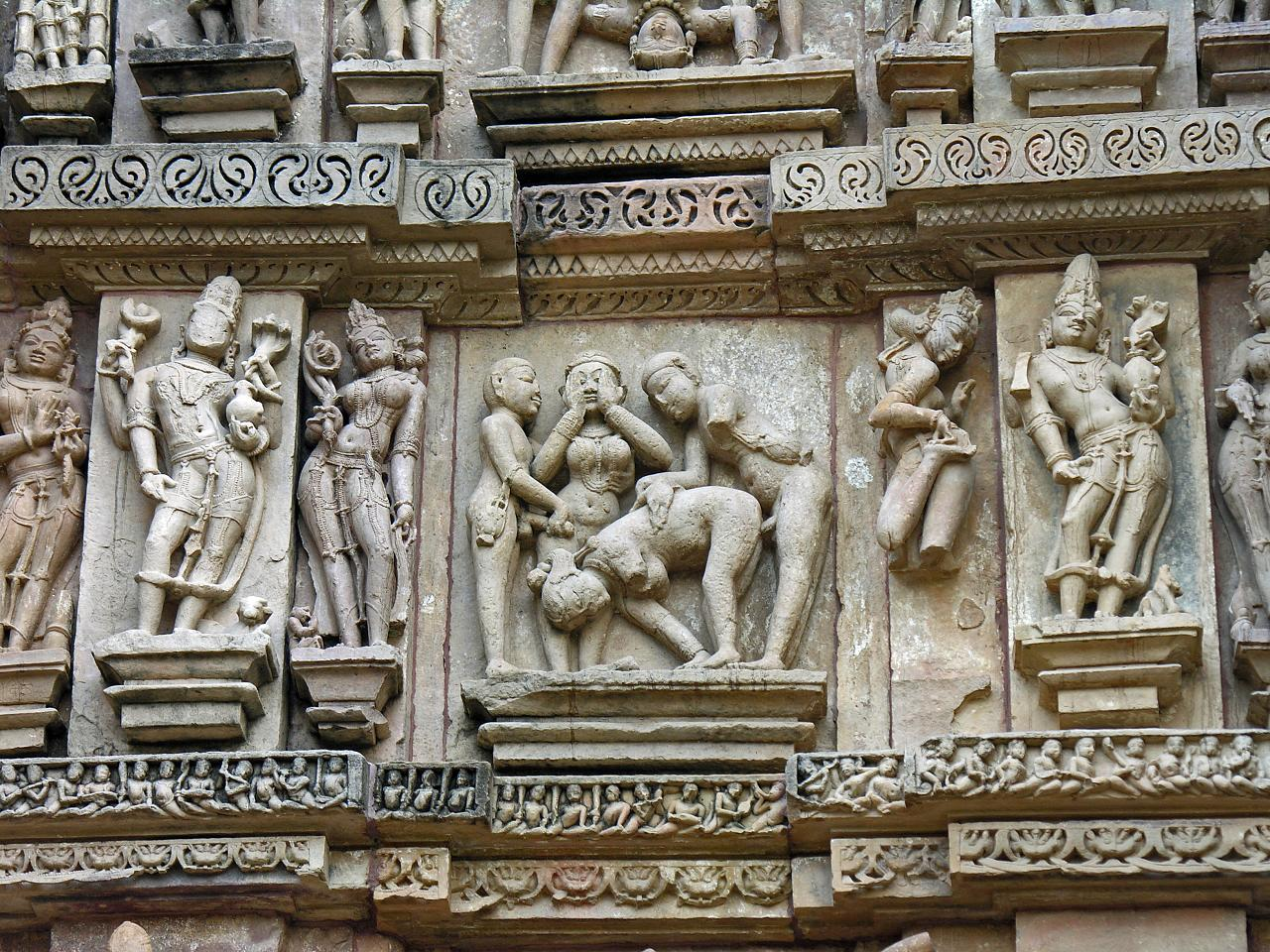
Erotische Szene; darunter ein Musikantenfries
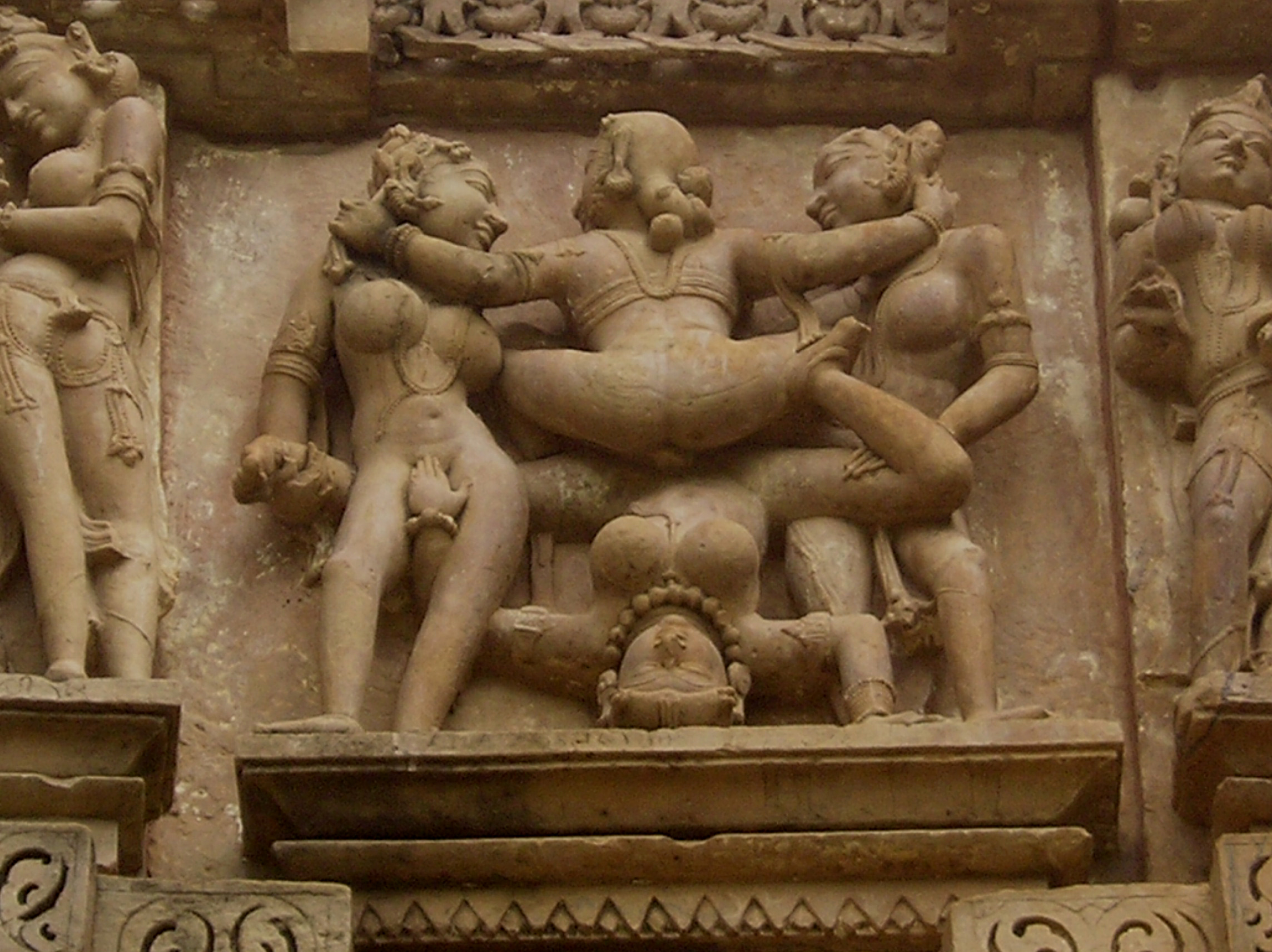
Erotische Szene